# Forêts de pins et de chênes d'Amérique centrale
Localisation
Les forêts de pins et de chênes d'Amérique centrale forment une écorégion terrestre définie par le Fonds mondial pour la nature (WWF), qui appartient au biome des forêts de conifères tropicales et subtropicales de l'écozone néotropicale. Elle englobe une zone montagneuse qui s'étend de l'isthme de Tehuantepec, dans le Sud du Mexique, jusqu'au Nord du Nicaragua, à travers le Guatemala, le Honduras et le Salvador.